# Circonscription de Sidi Bernoussi
La circonscription de Sidi Bernoussi est la circonscription législative marocaine que compte la préfecture de Sidi Bernoussi située en région Casablanca-Settat. Elle est représentée dans la Xe législature par Abdelmjid Ait Laadila, Hassan Baroud et Ahmed Brija.

## Historique des députations
| Législature | Début de mandat  | Fin de mandat    | Députés élus | Députés élus      | Députés élus | Députés élus             | Députés élus | Députés élus                |
| ----------- | ---------------- | ---------------- | ------------ | ----------------- | ------------ | ------------------------ | ------------ | --------------------------- |
| IXe         | 26 novembre 2011 | 7 octobre 2016   |              | Ahmed Brija (PAM) |              | Mohamed Yatim (PJD)      |              | Abdelmjid Ait Laadila (PJD) |
| Xe          | 8 octobre 2016   | 8 septembre 2021 |              | Ahmed Brija (PAM) |              | Hassan Baroud (PJD)      |              | Abdelmjid Ait Laadila (PJD) |
| XIe         | 9 septembre 2021 | ?                |              | Ahmed Brija (PAM) |              | Abderrahim Outtass (RNI) |              | Hicham El Hid (PI)          |

## Historique des élections

### Découpage électoral d'octobre 2011

#### Élections de 2016
| Parti                 | Parti                                               | Voix    | %      | Députés élus  |  |
| --------------------- | --------------------------------------------------- | ------- | ------ | ------------- |  |
|                       | Parti de la justice et du développement (PJD)       | 33 140  | 57,84  | Hassan Baroud |  |
| Abdelmjid Ait Laadila | Parti de la justice et du développement (PJD)       | 33 140  | 57,84  |               |  |
|                       | Parti authenticité et modernité (PAM)               | 9 801   | 17,11  | Ahmed Brija   |  |
|                       | Rassemblement national des indépendants (RNI)       | 3 396   | 5,93   |               |  |
|                       | Union constitutionnelle (UC)                        | 2 821   | 4,92   |               |  |
|                       | Fédération de la gauche démocratique (FGD)          | 2 208   | 3,85   |               |  |
|                       | Mouvement populaire (MP)                            | 1 835   | 3,20   |               |  |
|                       | Parti de l'Istiqlal (PI)                            | 1 493   | 2,61   |               |  |
|                       | Union socialiste des forces populaires (USFP)       | 832     | 1,45   |               |  |
|                       | Parti du progrès et du socialisme (PPS)             | 590     | 1,03   |               |  |
|                       | Parti de la liberté et de la justice sociale (PLJS) | 347     | 0,61   |               |  |
|                       | Parti des Néo-Démocrates (PND)                      | 345     | 0,60   |               |  |
|                       | Parti de la société démocratique (PSD)              | 169     | 0,29   |               |  |
|                       | Front des forces démocratiques (FFD)                | 127     | 0,22   |               |  |
|                       | Mouvement démocratique et social (MDS)              | 100     | 0,17   |               |  |
|                       | Parti Al Ahd Addimocrati (AHD)                      | 95      | 0,17   |               |  |
|                       |                                                     |         |        |               |  |
| Inscrits              | Inscrits                                            | 193 643 | 100,00 |               |  |
| Abstentions           | Abstentions                                         | 136 344 | 70,41  |               |  |
| Exprimés              | Exprimés                                            | 57 299  | 29,59  |               |  |

#### Élections de 2021
| Parti       | Parti                                                       | Voix    | %      | Députés élus       |  |
| ----------- | ----------------------------------------------------------- | ------- | ------ | ------------------ |  |
|             | Rassemblement national des indépendants (RNI)               | 11 209  | 28,83  | Abderrahim Outtass |  |
|             | Parti authenticité et modernité (PAM)                       | 6 625   | 17,04  | Ahmed Brija        |  |
|             | Parti de l'Istiqlal (PI)                                    | 3 698   | 9,51   | Hicham El Hid      |  |
|             | Parti de la justice et du développement (PJD)               | 3 630   | 9,34   |                    |  |
|             | Union constitutionnelle (UC)                                | 2 740   | 7,05   |                    |  |
|             | Parti du progrès et du socialisme (PPS)                     | 2 153   | 5,54   |                    |  |
|             | Mouvement populaire (MP)                                    | 1 993   | 5,13   |                    |  |
|             | Union socialiste des forces populaires (USFP)               | 1 633   | 4,20   |                    |  |
|             | Alliance de la fédération de gauche (AGD)                   | 1 137   | 2,92   |                    |  |
|             | Parti de l'environnement et du développement durable (PEDD) | 1 124   | 2,89   |                    |  |
|             | Parti socialiste unifié (PSU)                               | 751     | 1,93   |                    |  |
|             | Parti démocratique de l'indépendance (PDI)                  | 597     | 1,54   |                    |  |
|             | Parti de la liberté et de la justice sociale (PLJS)         | 441     | 1,13   |                    |  |
|             | Parti de l'équité (PE)                                      | 387     | 1,00   |                    |  |
|             | Parti de l'unité et de la démocratie (PUD)                  | 163     | 0,42   |                    |  |
|             | Parti des Néo-Démocrates (PND)                              | 148     | 0,38   |                    |  |
|             | Parti marocain libéral (PML)                                | 116     | 0,30   |                    |  |
|             | Parti du centre social (PCS)                                | 104     | 0,27   |                    |  |
|             | Parti de la renaissance (PAN)                               | 87      | 0,22   |                    |  |
|             | Parti de la réforme et du développement (PRD)               | 55      | 0,14   |                    |  |
|             | Parti de l'Espoir (PE)                                      | 50      | 0,13   |                    |  |
|             | Parti travailliste (PT)                                     | 38      | 0,10   |                    |  |
|             |                                                             |         |        |                    |  |
| Inscrits    | Inscrits                                                    | 182 103 | 100,00 |                    |  |
| Abstentions | Abstentions                                                 | 143 224 | 78,65  |                    |  |
| Exprimés    | Exprimés                                                    | 38 879  | 21,35  |                    |  |